# Sedgwick (Colorado)
Sedgwick és una població dels Estats Units d'Amèrica a l'estat de Colorado.

## Demografia
Segons el cens del 2000 Sedgwick tenia 191 habitants, 81 habitatges, i 55 famílies. La densitat de població era de 223,5 habitants per km².
Dels 81 habitatges en un 30,9% hi vivien nens de menys de 18 anys, en un 63% hi vivien parelles casades, en un 3,7% dones solteres, i en un 30,9% no eren unitats familiars. En el 30,9% dels habitatges hi vivien persones soles el 16% de les quals corresponia a persones de 65 anys o més que vivien soles. El nombre mitjà de persones vivint en cada habitatge era de 2,36 i el nombre mitjà de persones que vivien en cada família era de 2,91.
Per edats la població es repartia de la següent manera: un 26,2% tenia menys de 18 anys, un 4,2% entre 18 i 24, un 25,1% entre 25 i 44, un 24,1% de 45 a 60 i un 20,4% 65 anys o més.
L'edat mediana era de 41 anys. Per cada 100 dones de 18 o més anys hi havia 113,6 homes.
La renda mediana per habitatge era de 26.875 $ i la renda mediana per família de 30.313 $. Els homes tenien una renda mediana de 19.792 $ mentre que les dones 16.042 $. La renda per capita de la població era de 13.903 $. Entorn del 7,7% de les famílies i el 9% de la població estaven per davall del llindar de pobresa.

## Poblacions més properes
El següent diagrama mostra les poblacions més properes.